# 切羅基縣 (阿拉巴馬州)
切羅基縣（英語：Cherokee County）是美國亞拉巴馬州東北部的一個縣，東鄰喬治亞州。面積1,554平方公里。根據美國人口調查局2000年統計，共有人口23,988，其中白人占92.83%、非裔美國人占5.54%。縣治申特（Centre）。
成立於1836年1月9日，縣名來自當地原住民切羅基族。本縣是一個禁酒的縣。